# Faculdade de Filosofia, Comunicação, Letras e Artes da Pontifícia Universidade Católica de São Paulo
 Coordenadas : minutos ou segundos > 60
A Faculdade de Filosofia, Comunicação, Letras e Artes (FAFICLA, anteriormente denominada Faculdade de Comunicação e Filosofia (Comfil)) é uma unidade acadêmica pertencente à Pontifícia Universidade Católica de São Paulo (PUC-SP) responsável pelo ensino, pesquisa e extensão universitária nas áreas de linguística, arte, comunicação e filosofia da universidade. Está sediada no bairro de Perdizes, em São Paulo, oferecendo cursos de graduação e pós-graduação em dois campi: Monte Alegre (Perdizes) e Marquês de Paranaguá (Consolação).
Sua antiga sede, localizada na Rua Monte Alegre, do outro lado do complexo principal da PUC, começou a ser demolida em julho de 2016 para obras de modernização. Os cursos já haviam sido transferidos de lá em 2011.

## Cursos
Uma das particularidades da FAFICLA é o desenvolvimento de alguns cursos inéditos, como o de Arte: história, crítica e curadoria; Conservação e Restauro;  Comunicação e Artes do Corpo; e o de Comunicação em Multimeios.
A FAFICLA oferece ainda o Bacharelado em Comunicação Social (habilitações Jornalismo e Publicidade/Propaganda), Filosofia, Secretariado executivo trilíngue (Espanhol, Inglês, Português) e Letras PUC (Espanhol, Francês, Inglês e Português). Este último habilita para tradução ou licenciatura, oferecendo ainda um curso sequencial de Intérprete.
A FAFICLA também desenvolve programas de mestrado e doutorado na área de Comunicação e Semiótica, sendo considerada por muitos profissionais uma das referências nacionais nessa área, e de Lingüística Aplicada e Estudos da Linguagem, sendo referência mundial nessa área.

## Centro Acadêmico Benevides Paixão
O Centro Acadêmico Benevides Paixão, é a entidade que representa os estudantes dos cursos de Jornalismo e Multimeios da FAFICLA. Fundado em meados da década de 1980, o nome é uma homenagem ao personagem homônimo do cartunista Angeli, que simbolizava um jornalista fracassado e arrogante.
O Centro Acadêmico Benevides Paixão é uma das principais entidades que constroem a Executiva Nacional dos Estudantes de Comunicação (Enecos) e participante ativa no movimento estudantil nacional e no movimento de democratização da comunicação. Possui independência em relação a reitoria da PUC-SP.